# Álvaro Gracés
Álvaro Daniel Gracés Viera (Artigas, 10 febbraio 2001) è un calciatore uruguaiano, difensore del Rampla Juniors.

## Carriera
Gracés è cresciuto nel settore giovanile del Liverpool (M), con cui ha firmato il primo contratto professionistico nel luglio del 2020. Il 24 febbraio 2022 è stato ceduto in prestito al Sud América ed il 19 marzo ha giocato il suo primo incontro ufficiale in Segunda División contro il Miramar Misiones. Nel febbraio del 2023 è nuovamente partito in prestito, questa volta al Rampla Juniors.
Rientrato al Liverpool, ha debuttato con il club nerazzurro il 31 gennaio 2024 nella Supercopa Uruguaya vinta 1-0 contro il Defensor Sporting. Schierato anche il 6 febbraio in Copa Uruguay, quattro giorni più tardi ha fatto ritorno al Rampla Juniors a titolo definitivo.

## Statistiche

### Presenze e reti nei club
Statistiche aggiornate al 20 maggio 2024.
| Stagione        | Squadra         | Campionato      | Campionato | Campionato | Coppe nazionali | Coppe nazionali | Coppe nazionali | Coppe continentali | Coppe continentali | Coppe continentali | Altre coppe | Altre coppe | Altre coppe | Totale | Totale | Totale |
| Stagione        | Squadra         | Comp            | Pres       | Reti       | Comp            | Pres            | Reti            | Comp               | Pres               | Reti               | Comp        | Pres        | Reti        | Pres   | Reti   |        |
| --------------- | --------------- | --------------- | ---------- | ---------- | --------------- | --------------- | --------------- | ------------------ | ------------------ | ------------------ | ----------- | ----------- | ----------- | ------ | ------ | ------ |
| 2022            | Sud América     | SD              | 20         | 0          | CU              | 2               | 0               |                    | -                  | -                  |             | -           | -           | 20     | 0      |        |
| 2023            | Rampla Juniors  | SD              | 5          | 0          | CU              | 1               | 0               |                    | -                  | -                  |             | -           | -           | 6      | 0      |        |
| 2024            | Liverpool (M)   | PD              | 0          | 0          | CU              | 1               | 0               | CL                 | 0                  | 0                  | SU          | 1           | 0           | 2      | 0      |        |
| 2024            | Rampla Juniors  | PD              | 7          | 0          | CU              | 0               | 0               |                    | -                  | -                  |             | -           | -           | 7      | 0      |        |
| Totale carriera | Totale carriera | Totale carriera | 32         | 0          |                 | 2               | 0               |                    | 0                  | 0                  |             | 1           | 0           | 35     | 0      |        |

## Palmarès

### Club

#### Competizioni nazionali
- Supercoppa uruguaiana: 1

Liverpool Montevideo: 2024